# KAsteroids

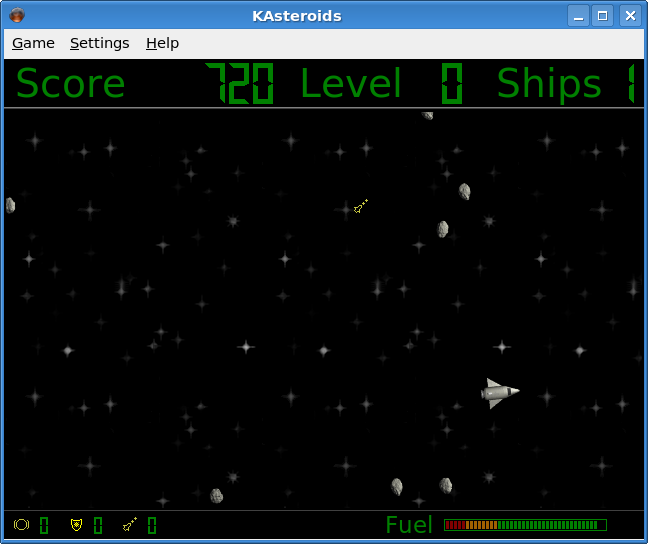
Una captura de pantalla de KAsteroids.

Kasteroids es un juego del estilo asteroids para KDE. Es como el juego tradicional, pero con alguna característica adicional. El juego se distribuye bajo la licencia GPL.